# ルールーコウ
ルールーコウは、那覇手の東恩納寛量が師事したと伝えられる中国拳法家。ドールーコー、ルールーコーと表記することもある。東恩流では、ルールーとする。漢字で、劉良興（宮里栄一説）、劉龍公（劉衛流説）とも伝わる。

## 概要
剛柔流ではルールーコウは「町道場の武術師匠」（比嘉世幸）とされるが、劉衛流では「武官候補生養成所の主席師範」「武官科挙場（コーバ）の主査」（仲井間憲孝）とされ、経歴は一致しない。
また活躍期間も、劉衛流では道光年間に仲井間憲里（1819-1879）が19歳（1838年頃）の時から師事したとするが、剛柔流では東恩納寛量が渡清したのは1860～70年代とされる。仮にルールーコウが後述の鳴鶴拳・謝崇祥（1852-1930）とすれば、仲井間はルールーコウの生まれる以前に師事したことになり、矛盾してしまう。
剛柔流の伝承では、東恩納寛量が渡清して福建省福州に滞在していた時に師事した中国拳法家とされる。東恩納は、ある時の洪水でルールーコウの家族を救ったことから師匠の信頼を得たため、ルールーコウから本格的に指導を受けるようになり、後に中師匠（師範代）にまでなったという。

## 技術体系

### 剛柔流
剛柔流では、以下の形を継承している。
- サンチン、テンショウ（転掌）、ゲキサイ（撃砕）一・二、セーサン、クルルンファ、サンセイルー、シソーチン、サイファ、スーパーリンペイ。このうち、テンショウ、ゲキサイは宮城長順の創作であることが知られている[3]。武器術は継承されていない。

### 劉衛流
劉衛流では「劉龍公の正統を其のまま継承してることを誇りとする」（仲井間憲孝）とされ、ルールーコウの直系を自認している。また「他流の長所利点はそれはそれとして認め」と語り、暗に剛柔流はルールーコウの傍系であると示唆している。
劉衛流によれば、ルールーコウから伝えられた技法は「拳法（無手の法）」「兵法（兵器の法……中国古武道）」「養生法」「拳勇心法、その他（忍法的な行動）」の4種である。
- 拳法の部では、サンチン、セーサン、ニセーシー、サンセールー、セーユンチン、オーハン、パーチュー、アーナン、パイクー、パイポーの形を継承している。
- 兵法の部（武器）は、サイ、鎌、レンクワン、ティンベー、ゲキグヮン、棍、ビセントウ、槍、タオファー、スルチン、ダジョー、ヌンチャク、タンコン、グサンの14種である。

## 実在の人物か
ルールーコウが実在の人物かについては今日議論が分かれている。鳴鶴拳の謝崇祥（渡嘉敷唯賢）、永春白鶴拳の鄭礼公（金城昭夫）とする説や、そもそも東恩納寛量自身がルールーコー（量量哥）と呼ばれていたという説もある。ルールーコウ伝承の大半が信憑性の乏しいものであり、実在を疑問視する見解も近年有力になってきている。